# Less Than Kind/Episodenliste
Diese Episodenliste enthält alle Episoden der kanadischen Comedyserie Less Than Kind, sortiert nach der kanadischen Erstausstrahlung. Zwischen 2008 und 2013 entstanden in vier Staffeln insgesamt 48 Episoden mit einer Länge von jeweils 30 Minuten.

## Übersicht
| Staffel | Episodenanzahl | Erstausstrahlung Kanada | Erstausstrahlung Kanada | Deutschsprachige Erstausstrahlung | Deutschsprachige Erstausstrahlung |
| Staffel | Episodenanzahl | Staffelpremiere         | Staffelfinale           | Staffelpremiere                   | Staffelfinale                     |
| ------- | -------------- | ----------------------- | ----------------------- | --------------------------------- | --------------------------------- |
| 1       | 13             | 13. Oktober 2008        | 2. Februar 2009         | 19. Oktober 2009                  | 30. November 2009                 |
| 2       | 13             | 19. Februar 2010        | 21. Mai 2010            |                                   |                                   |
| 3       | 13             | 15. Januar 2012         | 25. März 2012           |                                   |                                   |
| 4       | 9              | 2. Juni 2013            | 14. Juli 2013           |                                   |                                   |

## Staffel 1
Die Erstausstrahlung der ersten Staffel war vom 13. Oktober 2008 bis zum 2. Februar 2009 auf dem kanadischen Fernsehsender CityTV zu sehen. Die deutschsprachige Erstausstrahlung sendete der Sender Anixe vom 19. Oktober 2009 bis zum 30. November 2009.
| Nr. (ges.) | Nr. (St.) | Deutscher Titel         | Originaltitel           | Erstausstrahlung USA | Deutschsprachige Erstausstrahlung (CH) | Regie               | Drehbuch                       |
| ---------- | --------- | ----------------------- | ----------------------- | -------------------- | -------------------------------------- | ------------------- | ------------------------------ |
| 1          | 1         | To Be a Man             | To Be a Man             | 13. Okt. 2008        | 19. Okt. 2009                          | Shawn Alex Thompson | Marvin Kaye & Chris Sheasgreen |
| 2          | 2         | Top of the Class        | Top of the Class        | 20. Okt. 2008        | 23. Okt. 2009                          | Shawn Alex Thompson | Marvin Kaye & Chris Sheasgreen |
| 3          | 3         | French Is My Kryptonite | French Is My Kryptonite | 27. Okt. 2008        | 26. Okt. 2009                          | Shawn Alex Thompson | Marvin Kaye & Chris Sheasgreen |
| 4          | 4         | The Shel Game           | The Shel Game           | 3. Nov. 2008         | 30. Okt. 2009                          | Henry Sarwer-Foner  | Mark McKinney                  |
| 5          | 5         | Note Perfect            | Note Perfect            | 10. Nov. 2008        | 2. Nov. 2009                           | James Dunnison      | Garry Campbell                 |
| 6          | 6         | Insomnia                | Insomnia                | 17. Nov. 2008        | 6. Nov. 2009                           | James Dunnison      | Jenn Engels                    |
| 7          | 7         | Pakikisama              | Pakikisama              | 24. Nov. 2008        | 9. Nov. 2009                           | Henry Sarwer-Foner  | Marvin Kaye & Chris Sheasgreen |
| 8          | 8         | Balls                   | Balls                   | 1. Dez. 2008         | 13. Nov. 2009                          | Kelly Makin         | Marvin Kaye & Chris Sheasgreen |
| 9          | 9         | The Daters              | The Daters              | 8. Dez. 2008         | 16. Nov. 2009                          | Kelly Makin         | Garry Campbell                 |
| 10         | 10        | Husky Boy               | Husky Boy               | 12. Jan. 2009        | 20. Nov. 2009                          | James Dunnison      | Rob Sheridan                   |
| 11         | 11        | FUN                     | FUN                     | 19. Jan. 2009        | 23. Nov. 2009                          | James Dunnison      | Jenn Engels                    |
| 12         | 12        | Career’s Day            | Career’s Day            | 26. Jan. 2009        | 27. Nov. 2009                          | Kelly Makin         | Mark McKinney                  |
| 13         | 13        | Happy Birthday Sheldon  | Happy Birthday Sheldon  | 2. Feb. 2009         | 30. Nov. 2009                          | Kelly Makin         | Marvin Kaye & Chris Sheasgreen |

## Staffel 2
Die Erstausstrahlung der zweiten Staffel wurde vom 19. Februar 2010 bis zum 21. Mai 2010 auf dem kanadischen Fernsehsender HBO Canada gesendet. Eine deutschsprachige Erstausstrahlung fand noch nicht statt.
| Nr. (ges.) | Nr. (St.) | Deutscher Titel | Originaltitel           | Erstausstrahlung USA | Deutschsprachige Erstausstrahlung (CH) | Regie            | Drehbuch                          |
| ---------- | --------- | --------------- | ----------------------- | -------------------- | -------------------------------------- | ---------------- | --------------------------------- |
| 14         | 1         | —               | Third Death’s a Charm   | 19. Feb. 2010        | —                                      | Kelly Makin      | Marvin Kaye & Chris Sheasgreen    |
| 15         | 2         | —               | Terminus Ad Quem        | 26. Feb. 2010        | —                                      | Bruce McDonald   | Marvin Kaye & Chris Sheasgreen    |
| 16         | 3         | —               | I Am Somewhere          | 5. März 2010         | —                                      | Kelly Makin      | Mark McKinney                     |
| 17         | 4         | —               | Something Better        | 12. März 2010        | —                                      | Bruce McDonald   | Mark McKinney                     |
| 18         | 5         | —               | Party People            | 19. März 2010        | —                                      | Bruce McDonald   | Garry Campbell                    |
| 19         | 6         | —               | Fasto Loves Lebso       | 26. März 2010        | —                                      | Bruce McDonald   | Jenn Engels                       |
| 20         | 7         | —               | That’s Somebody’s Knish | 9. Apr. 2010         | —                                      | James Dunnison   | Marvin Kaye                       |
| 21         | 8         | —               | Road Trip               | 16. Apr. 2010        | —                                      | James Dunnison   | Garry Campbell                    |
| 22         | 9         | —               | Coming Home             | 23. Apr. 2010        | —                                      | Douglas Mitchell | Chris Sheasgreen                  |
| 23         | 10        | —               | First Nighters          | 30. Apr. 2010        | —                                      | James Dunnison   | Garry Campbell                    |
| 24         | 11        | —               | Spring Break            | 7. Mai 2010          | —                                      | James Dunnison   | Jenn Engels                       |
| 25         | 12        | —               | Showtime                | 14. Mai 2010         | —                                      | Kelly Makin      | Jenn Engels                       |
| 26         | 13        | —               | The Deluge              | 21. Mai 2010         | —                                      | Kelly Makin      | Garry Campbell & Jennifer Beasley |

## Staffel 3
Die Erstausstrahlung der dritten Staffel war vom 15. Januar 2012 bis zum 25. März 2012 auf dem kanadischen Fernsehsender HBO Canada zu sehen. Eine deutschsprachige Erstausstrahlung wurde noch nicht gesendet.
| Nr. (ges.) | Nr. (St.) | Deutscher Titel | Originaltitel                           | Erstausstrahlung USA | Deutschsprachige Erstausstrahlung (CH) | Regie            | Drehbuch                       |
| ---------- | --------- | --------------- | --------------------------------------- | -------------------- | -------------------------------------- | ---------------- | ------------------------------ |
| 27         | 1         | —               | Fugue State                             | 15. Jan. 2012        | —                                      | Kelly Makin      | Mark McKinney                  |
| 28         | 2         | —               | Play It Again, Sam                      | 15. Jan. 2012        | —                                      | Kelly Makin      | Mark McKinney                  |
| 29         | 3         | —               | I’m Still Me                            | 15. Jan. 2012        | —                                      | Kelly Makin      | Karen Hill                     |
| 30         | 4         | —               | Coming Around                           | 22. Jan. 2012        | —                                      | James Dunnison   | Brian Hartt                    |
| 31         | 5         | —               | Reparations and Renewal                 | 29. Jan. 2012        | —                                      | James Dunnison   | Jenn Engels                    |
| 32         | 6         | —               | Lawyers and Cougars and Bankers, Oh My! | 5. Feb. 2012         | —                                      | James Dunnison   | Marvin Kaye & Chris Sheasgreen |
| 33         | 7         | —               | Delirium                                | 12. Feb. 2012        | —                                      | Bruce McDonald   | Marvin Kaye & Chris Sheasgreen |
| 34         | 8         | —               | Danger, Wrestling!                      | 19. Feb. 2012        | —                                      | Bruce McDonald   | Denis McGrath                  |
| 35         | 9         | —               | The Fwomp                               | 26. Feb. 2012        | —                                      | Bruce McDonald   | Garry Campbell                 |
| 36         | 10        | —               | Jerk Chicken                            | 4. März 2012         | —                                      | James Dunnison   | Kim Coghill                    |
| 37         | 11        | —               | The Promise Bone                        | 11. März 2012        | —                                      | Gary Yates       | Marvin Kaye & Chris Sheasgreen |
| 38         | 12        | —               | Not Weird or Awkward, Just Awesome      | 18. März 2012        | —                                      | Douglas Mitchell | Marvin Kaye & Chris Sheasgreen |
| 39         | 13        | —               | March Fourth                            | 25. März 2012        | —                                      | Mark McKinney    | Mark McKinney & Garry Campbell |

## Staffel 4
Die Erstausstrahlung der vierten Staffel begann am 2. Juni 2013 auf dem kanadischen Fernsehsender HBO Canada. Sie endete am 14. Juli 2013 mit einer Doppelfolge. Eine deutschsprachige Erstausstrahlung wurde noch nicht gesendet.
| Nr. (ges.) | Nr. (St.) | Deutscher Titel | Originaltitel                             | Erstausstrahlung USA | Deutschsprachige Erstausstrahlung (CH) | Regie                          | Drehbuch                       |
| ---------- | --------- | --------------- | ----------------------------------------- | -------------------- | -------------------------------------- | ------------------------------ | ------------------------------ |
| 40         | 1         | —               | I’m Only Nineteen                         | 2. Juni 2013         | —                                      | James Dunnison                 | Marvin Kaye & Chris Sheasgreen |
| 41         | 2         | —               | Female Trouble                            | 2. Juni 2013         | —                                      | James Dunnison                 | Marvin Kaye & Chris Sheasgreen |
| 42         | 3         | —               | Liars                                     | 9. Juni 2013         | —                                      | Mark McKinney                  | Mark McKinney                  |
| 43         | 4         | —               | Best Men                                  | 16. Juni 2013        | —                                      | Marvin Kaye & Chris Sheasgreen | Garry Campbell                 |
| 44         | 5         | —               | Something Blue                            | 23. Juni 2013        | —                                      | Doug Mitchell                  | Karen Hill                     |
| 45         | 6         | —               | Space Box                                 | 30. Juni 2013        | —                                      | Mark McKinney                  | Marvin Kaye & Chris Sheasgreen |
| 46         | 7         | —               | Before The End Begins                     | 7. Juli 2013         | —                                      | Kelly Makin                    | Mark McKinney & Garry Campbell |
| 47         | 8         | —               | Fight and Flight - Series Finale - Part 1 | 14. Juli 2013        | —                                      | —                              | —                              |
| 48         | 9         | —               | Series Finale - Part 2                    | 14. Juli 2013        | —                                      | —                              | —                              |